# 魏駿傑
魏駿傑（Marco Ngai Chun Kit，1967年10月20日—），香港男演員，原名魏世聿，其家族原本姓林，因其太爺為了逃避朝廷追殺而改姓魏，後來由福建逃難至台灣。魏駿傑生於臺灣新竹市，籍貫福建。

## 生平
魏駿傑在1984年畢業於聖瑪加利書院，後在1990年畢業於香港演藝學院戲劇系，同屆畢業生還有詹瑞文、梁榮忠和陳錦鴻。經同校師兄黃秋生的引薦下，1992年加盟無綫電視成為旗下藝員。他首部參演及播出的無綫電視劇為《老襯喜相逢》，也是他首次拍劇即擔任第一男主角，劇集於農曆新年間播出後收視理想，使他開始為觀眾認識。同年中加入劇組拍攝處境喜劇《開心華之里》擔任主角之一，以及有份演出經典劇集《原振俠》，開始為電視台所力捧。
往後數年，先後拍攝多部劇集皆擔任第一或第二男主角，最為令人深刻則是1998年的《陀槍師姐》。後來開始飾演反派角色，如千禧年後的《爭分奪秒》的侯文華、《識法代言人》的阮世晞、及《通天幹探》的成子謙，但有時也會飾演搞笑角色，如《棟篤神探》的羅密歐。
2006年離開無綫電視。2009年參與無綫合拍劇《刁蠻嬌妻蘇小妹》。近年主力於中國大陸演出工作。

## 個人生活

### 前女友
1993年，魏駿傑因拍攝劇集《孤星劍》而與劇中女主角何婉盈拍拖，二人公開戀情，惟三年後分手。 1998年，魏駿傑參演無綫電視劇集《陀槍師姐》，開始為人熟悉。及後与劇中女主角滕麗名相愛，拍拖九年後，突然於2007年5月傳出二人已分手數月，其後獲滕麗名證實。

### 前妻
2008年1月与比他年輕20年的重慶女大學生張利華註冊結婚並育有一女。自2015年起，兩人屢傳婚變。2015年，張利華與單車手鄧宏業傳出緋聞。2020年初，張利華又被發現同外籍銀行家交往。張利華向傳媒指出兩人夫婦關係早已名存實亡，並暗示和魏駿傑已經5、6年沒有性生活。兩人於2020年離婚，離婚後52歲的魏駿傑斬釘截鐵地表示「終身不娶」，而張利華就不排除會再婚。

## 演出作品

### 電視劇（無綫電視）
| 年 份  | 片 名                | 角 色                | 合 作                                                    | 備 註                                   |
| 1993年 | 老襯喜相逢           | 關秉仁               | 梁佩玲、吳詠虹                                           | 首部電視劇                              |
| 1993年 | 原振俠               | 旭日王子             | 黎明、李嘉欣、朱茵、洪欣、王菲、吳岱融                   |                                         |
| 1993年 | 開心華之里           | 楊滿才               |                                                          |                                         |
| 1993年 | 少年五虎             | 陳恭友               | 朱健鈞、鍾漢良、鄭敬基、蘇永康、阮兆祥、洪欣、朱茵       |                                         |
| 1994年 | 孤星劍               | 左馬                 | 鄭伊健、梁小冰、何婉盈                                   | 於1993年海外發行，1994年翡翠台播映      |
| 1994年 | 射鵰英雄傳之南帝北丐 | 洪七 北丐 洪七公     | 鄭伊健、黎耀祥、陳加玲、陳慧儀、黃小燕                   | 於1993年海外發行，1994年翡翠台播映      |
| 1994年 | 豪門插班生           | 李青雲               | 廖偉雄、鄧萃雯、林家棟、鄧兆尊                           |                                         |
| 1994年 | 方世玉與乾隆皇       | 方世玉               | 张兆辉                                                   |                                         |
| 1995年 | 箭俠恩仇             | 孤竹無名             | 林文龍                                                   | 於1994年海外發行，1995年翡翠台播映      |
| 1995年 | 邊緣故事             | 余家樂               |                                                          |                                         |
| 1995年 | 刑事偵緝檔案II       | 周永健               | 陶大宇、郭可盈                                           | （檔案十二：穿醫袍的屍體） (黎美賢之夫) |
| 1995年 | 忘情闊少爺           | 李志強               | 呂頌賢、徐濠縈、林家棟、許紹雄、韓瑪利                   |                                         |
| 1995年 | 親恩情未了           | 張家成               | 李影、鄭秀文、鍾漢良、張國強、曹永廉                     | 於1994年海外發行，1995年翡翠台播映      |
| 1996年 | 廉政行動組           | 鄭宏彬 Benny         | 郭富城、朱茵、關詠荷、吳毅將、艾威、駱應鈞、朱咪咪、胡楓 |                                         |
| 1996年 | 闔府統請             | 韋君豪               | 王喜                                                     |                                         |
| 1996年 | 愛在暴風的日子       | 周鐵柱               | 黎美嫻、方中信、林文龍                                   | 於1995年海外發行，1998年翡翠台播映      |
| 1997年 | 醉打金枝             | 李白                 | 欧阳震华、关咏荷、傅明憲                                 |                                         |
| 1997年 | 當女人愛上男人       | 簡兆天               | 劉錦玲、江欣燕、郭可盈、梅小惠、張國強、陳啟泰、何寶生   | 於1996年海外發行，1997年翡翠台播映      |
| 1997年 | 保護證人組           | 關彥博               | 王喜、湯寶如、傅明憲、張國強、惠英紅、鍾慧儀、許紹雄     |                                         |
| 1997年 | 迷離檔案             | 魏國鋒               | 罗嘉良、张可颐、张家辉                                   |                                         |
| 1998年 | 掃黃先鋒             | 蔣少龍               | 欧阳震华、尹揚明、劉錦玲                                 |                                         |
| 1998年 | 陀槍師姐             | 程峰                 | 欧阳震华、滕丽名、关咏荷                                 |                                         |
| 1998年 | 廉政行動1998         | 陳志偉               |                                                          |                                         |
| 1999年 | 雪山飛狐             | 福康安 陳家洛 乾隆帝 | 陈锦鸿、佘诗曼、滕丽名                                   |                                         |
| 1999年 | 刑事偵緝檔案IV       | 王偉倫               | 古天樂、陳錦鴻、宣萱                                     | （檔案十一：定情手鐲） (田思思保鑣)     |
| 1999年 | 真情                 | 林寶堅               |                                                          |                                         |
| 1999年 | 反黑先鋒             | 陳浩東               |                                                          |                                         |
| 1999年 | 布袋和尚             | 顧成真 愛不得        | 林家栋、刘玉翠、陈妙瑛                                   |                                         |
| 1999年 | 狀王宋世傑(貳)       | 張雪林               | 張達明、郭蔼明、黄子华、姚乐怡                           |                                         |
| 2000年 | 陀槍師姐II           | 程峰                 | 欧阳震华、滕丽名、关咏荷                                 |                                         |
| 2000年 | 金裝四大才子         | 周文賓               | 张家辉、林家栋、欧阳震华、文颂娴、关咏荷                 |                                         |
| 2000年 | 京城教一             | 馬不平               |                                                          |                                         |
| 2001年 | 陀槍師姐III          | 程峰                 | 欧阳震华、滕丽名、蔡少芬                                 |                                         |
| 2002年 | 無頭東宮             | 蕭濤                 | 向海岚、陈妙瑛、张兆辉、麦长青                           |                                         |
| 2003年 | 帝女花               | 吳三桂               | 陈豪、向海岚、马浚伟、佘诗曼                             | 於2002年海外發行，2003年翡翠台播映      |
| 2003年 | 繾綣仙凡間           | 楊宗                 | 江华、杨思琦                                             | 於2002年海外發行，2003年翡翠台播映      |
| 2004年 | 陀槍師姐IV           | 程峰                 | 欧阳震华、滕丽名、蔡少芬、林文龙                         |                                         |
| 2004年 | 棟篤神探             | 羅密歐               | 黄子华、蔡少芬                                           |                                         |
| 2004年 | 爭分奪秒             | 侯文華 黑幫負責人    |                                                          |                                         |
| 2004年 | 廉政行動2004         | 陳國強               |                                                          |                                         |
| 2005年 | 鳳舞香羅             | 官頌昇               | 江華、吳美珩、陳豪、唐文龍、黎姿                         |                                         |
| 2005年 | 識法代言人           | 阮世晞               |                                                          |                                         |
| 2005年 | 御用閒人             | 乾隆帝               | 郑少秋、杨怡、邓萃雯、滕丽名、吴家乐                     |                                         |
| 2007年 | 通天幹探             | 成子謙（Hugo）       | 陈豪、黎姿、元彪、郑嘉颖                                 | （「程成律師事務所」之大律師）          |

### 電視劇（其他）
| 年 份  | 片 名          | 角 色  | 合 作                                | 備 註                                  |
| 2007年 | 記憶之城       | 周冠忠 | 谢君豪、童蕾、滕麗名                 | 央視                                   |
| 2008年 | 震撼世界的七日 | 彭鐵軍 | 張衛健、曾志偉、羅嘉良、陳寶國、孫儷 |                                        |
| 2010年 | 法網群英       | 李虹宙 | 蘇永康、謝君豪、呂頌賢、林雪等       | 亞洲電視                               |
| 2010年 | 刁蠻嬌妻蘇小妹 | 蘇東坡 |                                      | 於2009年海外發行，2013年高清翡翠台播映 |
| 2010年 | 天生無才       | 皇上   | 欧阳震华、刘庭羽、高蓓蓓             | 又名:刀光血影                          |
| 2014年 | 冲天炮         |        |                                      |                                        |
| 2016年 | 劉海戲金蟾     | 蒙照   |                                      |                                        |

### 電影
- 1994年：《點指兵兵之青年幹探》
- 1998年：《魑魅魍魎》
- 1999年：香港福音電影《天使之城》
- 2006年：《獨家試愛》 飾 Michael
- 2006年：《純白的聲音》
- 2004年：《妒火線》 (電視電影)
- 2010年：《越光寶盒》
- 2018年：《雲門詭道》 (網絡電影)飾 林健豪
- 2021年：《夢醒黃金城》

### 音樂錄影帶（無綫電視）
- 1995年：敏感夜　主唱：周慧敏
- 1996年：善心　　主唱：譚詠麟

## 節目主持（無綫電視）
- 1996年：永安旅遊話你知：點解越南咁好玩（拍檔：簡佩筠及孫佳君）
- 1996年：奇程萬里 中國黑龍江篇（拍檔：莫可欣）
- 1997年：吃喝玩樂在黑龍江（拍檔：羅敏莊及張玉珊）
- 1998年：海陸暢遊鬥多FUN（拍檔：蔡安蕎、莫家堯、梁雪湄、朱健鈞及莫可欣）
- 1999年：永安旅遊話你知：點解北海咁好玩（拍檔：吳美珩及梁佩盈）
- 2000年：永安旅遊話你知：點解俄羅斯咁好玩（拍檔：陳妙瑛、楊婉儀、黃泆潼及曾偉權）
- 2000年：馬來西亞非常遊（拍檔：盧慶輝及李珊珊）

## 外部連結
- 魏駿傑的新浪微博
- 魏駿傑的Facebook專頁
- 魏駿傑在香港影庫上的簡介